# 昂夫勒维尔莱尚
昂夫勒维尔莱尚（法語：Amfreville-les-Champs，法語發音：[ɑ̃fʁəvil le ʃɑ̃]）是法国厄尔省的一个市镇，属于莱桑德利区。

## 地理
昂夫勒维尔莱尚（49°18'37"N, 1°19'12"E）面积6.56 平方千米，位于法国诺曼底大区厄尔省，该省份为法国北部内陆省份，北起滨海塞纳省，西接奧恩省和卡爾瓦多斯省，南至厄尔-卢瓦省，东临瓦兹省、瓦兹河谷省和伊夫林省。
与昂夫勒维尔莱尚接壤的市镇（或旧市镇、城区）包括：巴克维尔、昂代勒河畔杜维尔、弗利普、厄克维尔、韦克桑地区乌维尔、拉德蓬。

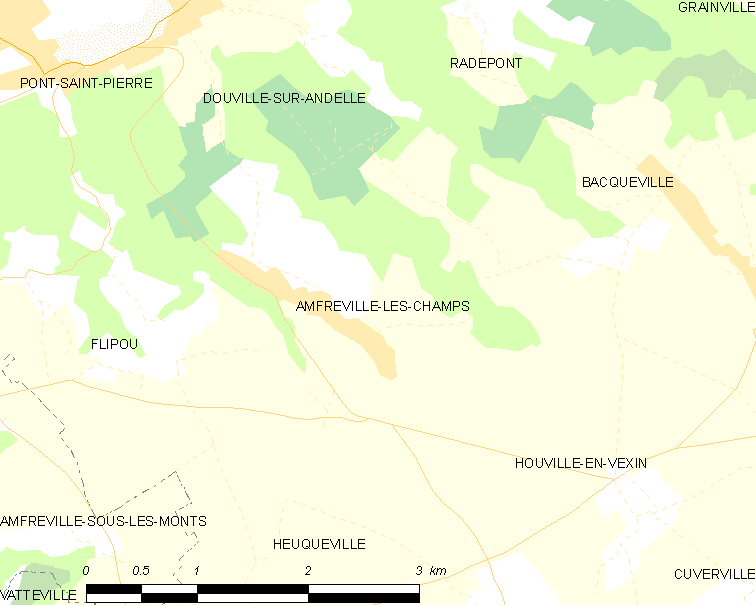
昂夫勒维尔莱尚的OSM定位图

昂夫勒维尔莱尚的时区为UTC+01:00、UTC+02:00（夏令时）。

## 行政
昂夫勒维尔莱尚的邮政编码为27380，INSEE市镇编码为27012。

## 政治
昂夫勒维尔莱尚所属的省级选区为昂代勒河畔罗米伊县。

## 人口

1962-2008年间昂夫勒维尔莱尚人口变化图示

昂夫勒维尔莱尚于2022年1月1日时的人口数量为444人。